# Sporting Kansas City
Sporting Kansas City és un club de futbol professional de la ciutat de Kansas City, Kansas, Estats Units. Equip de la Major League Soccer des de 1996, és un dels seus clubs fundadors. Actualment el seu estadi és el Children's Mercy Park. L'equip juga amb samarreta i pantalons de color blau.

## Història
El club fou fundat el 1995 i és un dels clubs fundadors de l'MLS. El club s'anomenà Kansas City Wiz el 1996, però el va haver de canviar a Kansas City Wizards per motius de copyright. L'equip va començar jugant a la Conferència Oest però el 2004 es va traslladar a la Conferència Est per una expansió de la lliga en dos nous equips (Chivas USA i Real Salt Lake). El 2015 va tornar a la Conferència Oest amb l'entrada de dos nous equips a l'est.
Els anys 2000 i 2013 va guanyar la Copa MLS i el 2000 va guanyar l'Escut dels seguidors de l'MLS al millor equip de la lliga regular. El 2004 va guanyar la US Open Cup i també ha aconseguit ser campió de conferència sis vegades.
A finals de l'any 2010 el club va canviar de propietaris i va canviar el seu nom Wizards pel nou nom Sporting Kansas City, també va canviar el seu escut i els seus colors, coincidint amb la inauguració del seu nou estadi, el Children's Mercy Park, el primer estadi propi i específic de futbol de la seva història.
El 2012 va guanyar la US Open Cup derrotant els Seattle Sounders FC, el primer títol sota el seu nou nom. El 2013 va aconseguir ser campió de la conferència est en guanyar per 2-1 sobre el Houston Dynamo i posteriorment es va consagrar campió de la Copa MLS en vèncer per 7-6 en la tanda de penals al Real Salt Lake. El 2015 va aconseguir guanyar novament la US Open Cup, aquesta vegada derrotant el Philadelphia Union per 7-6 en els penals després d'haver empatat 1-1 en 120 minuts.

## Uniforme
- Uniforme titular: Samarreta, pantaló i mitjons blau cel.
- Uniforme alternatiu: Samarreta, pantaló i mitjons blau fosc.

### Evolució de l'uniforme
Uniforme titular
| 1996–1997 | 1998–1999 | 2000–2002 | 2003–2004 | 2005 | 2006–2007 | 2008–2009 | 2010 |

|  | 2011–2012 | 2013–2014 | 2015–2016 | 2017– |

Uniforme alternatiu
| 1996–1998 | 1999–2001 | 2002–2003 | 2004–2005 | 2006-2007 | 2008–2009 | 2010 | 2011–2013 |

|  | 2014–2015 | 2016–2017 | 2018– |

## Estadis
- Arrowhead Stadium (1996-2007)
- CommunityAmerica Ballpark (2008-2010)
- Children's Mercy Park (2011-)

## Palmarès
- Copa MLS (2): 2000, 2013.
- Escut dels seguidors de l'MLS (1): 2000.
- US Open Cup (3): 2004, 2012, 2015.
- Conferència Oest de l'MLS (3): 1997, 2000, 2004.
- Conferència Est de l'MLS (3): 2011, 2012, 2013.

## Entrenadors
- Ron Newman (1996–1999)
- Ken Fogarty (1999; interí)
- Bob Gansler (1999–2006)
- Brian Bliss (2006; interí)
- Curt Onalfo (2006-)

## Futbolistes destacats
| - Jose Burciaga Jr (2001-2007) - Mark Chung (1996–1998) - Nick Garcia (2000-2007) - Richard Gough (1997) - Diego Gutierrez (1996-1997, 2002-2005) - Chris Henderson (1998–2000) - Eddie Johnson (2006—2007) - Mo Johnston (1996–2001) - Chris Klein (1998–2005) - Frank Klopas (1996–1997) - Alexi Lalas (1999) - Tony Meola (1999–2004) - Carlos Marinelli (2007–2008) - Miklos Molnar (2000) | - Uche Okafor (1996-2000) - Preki (1996–2000, 2002–2005) - Paul Rideout (1998) - Vuk Rašović (2004) - Refik Šabanadžović (1997-1999) - Igor Simutenkov (2002-2004) - Scott Sealy (2005-2008) - Mike Sorber (1996) - Vitalis Takawira (1996-1999) - Shavar Thomas (2004-2006) - Peter Vermes (2000–2002) - Sasha Victorine (2005–2008) - Kerry Zavagnin (2000–2008) |